# Legionnaire (videogioco 1992)
Legionnaire (最終格闘貴族レジオネア?, Saishū kakutō kizoku Rejionea) è un videogioco arcade di genere picchiaduro a scorrimento del 1992 sviluppato e pubblicato da TAD Corporation. È simile a Final Fight.

## Modalità di gioco
In Legionnaire è possibile controllare tre personaggi: Alfred, Chris e Frank.